# デスモスチルス
デスモスチルス（Desmostylus）は、中新世中期から後期にかけて生息した半海棲の哺乳類。束柱目・デスモスチルス科。

## 特徴

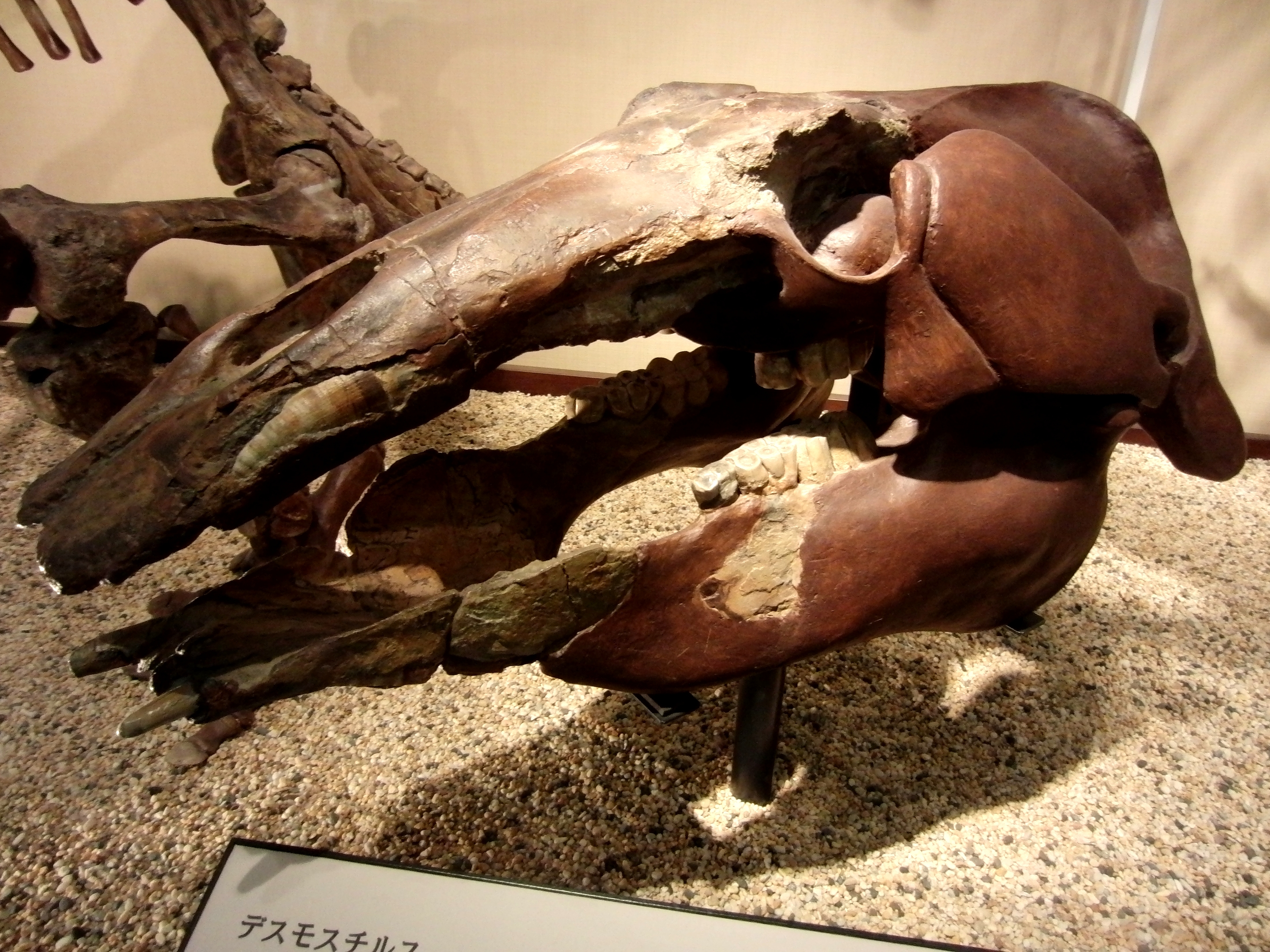
世界で最初に発見されたデスモスチルス（D. japonicus）の頭骨の化石。ホロタイプ。岐阜県瑞浪市産出。日本で初めて絶滅哺乳類の新種として記載された標本（国立科学博物館の展示）

その歯の特徴から、ギリシア語で「束ねられた柱」 を意味する学名が与えられた。束柱目の名もここからきている。かつては束歯獣とも呼ばれた。目の名の元となった生物であるが、進化過程としては最後期に現れた属である。

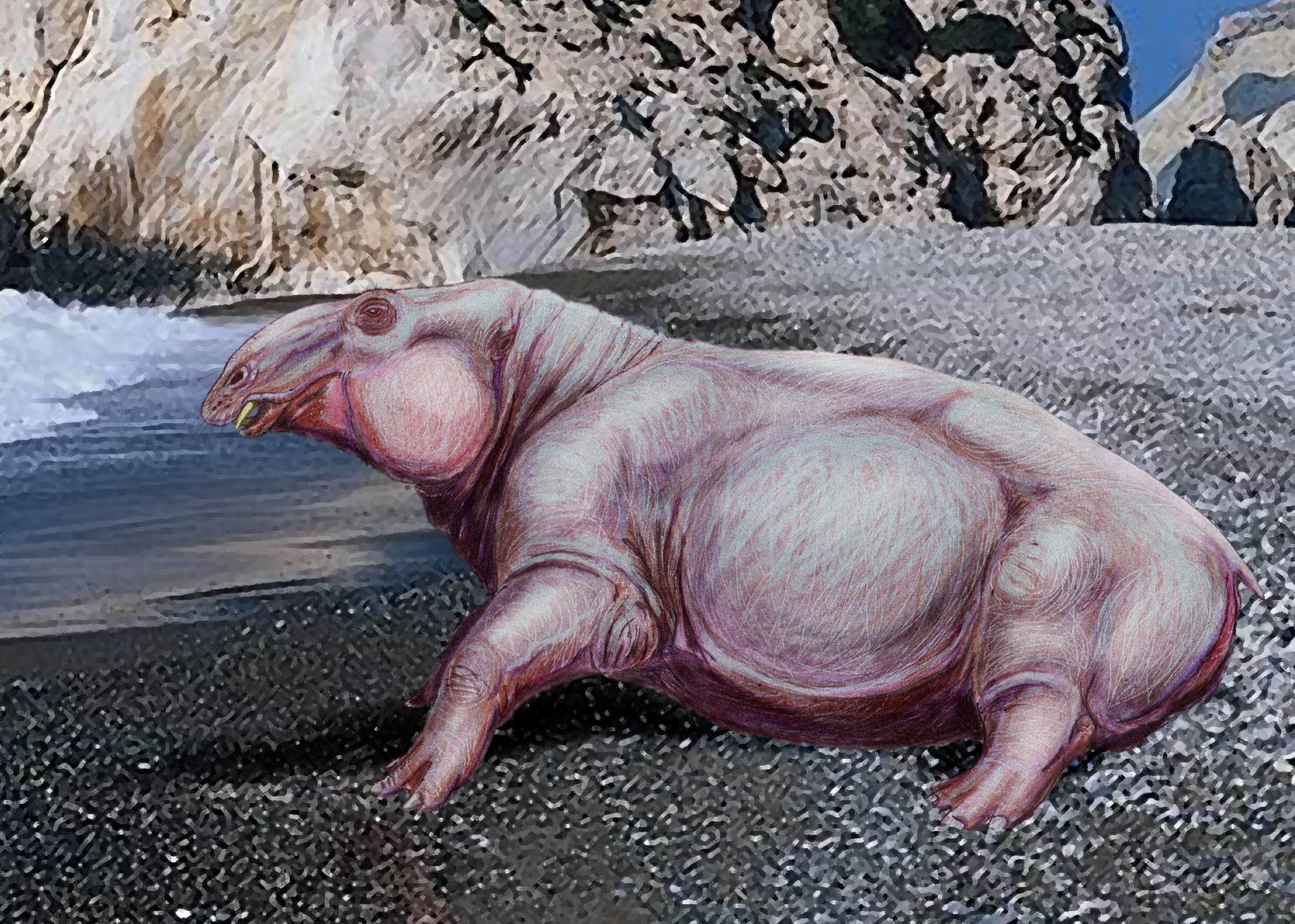
デスモスチルス・ヘスペルス（D. hesperus）の復元図。

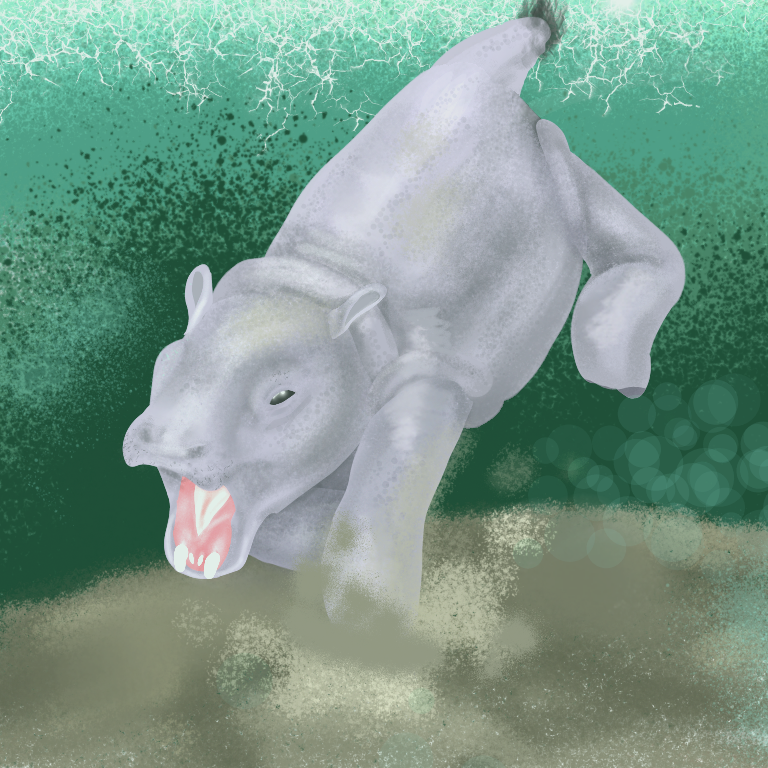
水中のデスモスチルスの赤ちゃん

体長約1.80m、体重は約200kgと推定される。ずんぐりとした体躯と頑丈な四肢を持っており、頭部はやや細長く、上部に鼻孔、眼、耳が並ぶ。その姿はカバに似ており、同様に半水棲であったと考えられる。ただし、四肢はやや外に張り出している上、前腕の尺骨と橈骨が癒合して前肢端の向きを変える事が出来ないなど、陸上での動きは鈍重であったと思われる。
歯は上顎切歯の一対、下顎犬歯が牙状に飛び出している。また頬歯は、象牙質の芯をエナメル質が取り巻いた円柱が幾つも束になった独特の形状をしている（上記の学名の由来）。この歯はゾウや海牛類と同様水平交換方式であった。
主に海岸や浅海で暮らす、半水棲動物と思われている。2013年4月3日のプロスワンにて、大阪市立自然史博物館のチームが束柱類数属の骨密度を計測、デスモスチルスの骨の密度が低くスポンジ構造が著しいことを突き止め、束柱類はより海に適応した動物群で、特にデスモスチルスは（骨密度の高い）近縁種のパレオパラドキシア（Paleoparadoxia）等よりも遊泳生活に適応した生活をしていたとの説を発表している。

## 分布
日本から北アメリカ大陸西岸までの太平洋沿岸に生息していた。当初は歯の化石のみであったが、岐阜県瑞浪市で最初の頭骨化石が発見され、後に樺太から全身骨格が発見されている（全身骨格発掘は当時北海道帝国大学教授の長尾巧が担当）。
また祖先と考えられているアショロアが1976年足寄郡足寄町で見つかった